# HK Olimpija
HK SŽ Olimpija (celým názvem: Hokejski klub Slovenske železnice Olimpija) je slovinský klub ledního hokeje, který sídlí v Lublani ve Středoslovinském regionu. Založen byl v roce 2004 jako farmářský klub slavné Olimpije Ljubljana. Farmou byl klub až do osudového roku 2017, kdy slavný jmenovec zaniká. Finančně se zánik dotkl i bývalé farmy a jen díky podpoře nového sponzora Slovinských železnic se mohl přihlásil do rakouské nižší soutěže Alps Hockey League. Klubové barvy jsou zelená a oranžová.
Své domácí zápasy odehrává v hale Tivoli s kapacitou 4 500 diváků.

## Historické názvy
Zdroj:
- 2004 – HD HS Olimpija (Hokejsko društvo hokejske selekcije Olimpija)
- 2007 – HD HS Toja Olimpija (Hokejsko društvo hokejske selekcije Toja Olimpija)
- 2010 – HK Olimpija (Hokejski klub Olimpija)
- 2017 – HK SŽ Olimpija (Hokejski klub Slovenske železnice Olimpija)

## Získané trofeje

### Vyhrané domácí soutěže
- Slovinský mistr v ledním hokeji ( 1× )
  - 2018/19

### Vyhrané mezinárodní soutěže
- Alps Hockey League ( 1× )
  - 2018/19

## Přehled ligové účasti
Zdroj:
- 2004–2014: Slovenska hokejska liga (1. ligová úroveň ve Slovinsku)
- 2009–2012: Slohokej Liga (mezinárodní soutěž)
- 2012–2017: Erste Bank Young Stars League (1. juniorská ligová úroveň v Rakousku / mezinárodní soutěž)
- 2017– : Slovenska hokejska liga (1. ligová úroveň ve Slovinsku)
- 2017– : Alps Hockey League (2. ligová úroveň v Rakousku / mezinárodní soutěž)

| Rakousko (2007 – ) |                   |           |                                                                                               |                                                                                               |                                                                                               |
| Sezóny             | Soutěž            | ZČ        | Play-off, nadstavba, sk. o udržení...                                                         | Poznámky                                                                                      |                                                                                               |
| 2007/08            | EBEL              | 8. místo  | Čtvrtfinále Prohra s EC KAC 0 : 3                                                             |                                                                                               |                                                                                               |
| 2008/09            | EBEL              | 10. místo | Ne                                                                                            |                                                                                               |                                                                                               |
| 2009/10            | EBEL              | 10. místo | Ne                                                                                            |                                                                                               |                                                                                               |
| 2010/11            | EBEL              | 7. místo  | Čtvrtfinále Prohra s EC Red Bull Salzburg 1 : 4                                               |                                                                                               |                                                                                               |
| 2011/12            | EBEL              | 5. místo  | Semifinále Prohra s EHC Black Wings Linz 1 : 4                                                |                                                                                               |                                                                                               |
| 2012/13            | EBEL              | 10. místo | Ne                                                                                            |                                                                                               |                                                                                               |
| 2013/14            | EBEL              | 12. místo | Ne                                                                                            |                                                                                               |                                                                                               |
| 2014/15            | EBEL              | 12. místo | Ne                                                                                            |                                                                                               |                                                                                               |
| 2015/16            | EBEL              | 12. místo | Ne                                                                                            |                                                                                               |                                                                                               |
| 2016/17            | EBEL              | 12. místo | Ne                                                                                            |                                                                                               |                                                                                               |
| 2017/18            | EBEL              | nehráli   |                                                                                               |                                                                                               |                                                                                               |
| 2018/19            | EBEL              | nehráli   |                                                                                               |                                                                                               |                                                                                               |
| 2019/20            | ICE Hockey League | nehráli   | Ročník zrušen po odehrání základní části a nadstavby z důvodu epidemie koronaviru SARS-CoV-2. | Ročník zrušen po odehrání základní části a nadstavby z důvodu epidemie koronaviru SARS-CoV-2. | Ročník zrušen po odehrání základní části a nadstavby z důvodu epidemie koronaviru SARS-CoV-2. |
| 2020/21            | ICE Hockey League | nehráli   |                                                                                               |                                                                                               |                                                                                               |
| 2021/22            | ICE Hockey League | 6. místo  | Čtvrtfinále Prohra s EC VSV 3 : 4                                                             |                                                                                               |                                                                                               |
| 2022/23            | ICE Hockey League |           |                                                                                               |                                                                                               |                                                                                               |